# Венеция (Дюртюлинский район)
Венеция (баш. Венеция) — деревня в Дюртюлинском районе Республики Башкортостан Российской Федерации. Входит в состав Такарликовского сельсовета.

## География

### Географическое положение
Находится на берегу реки Белой.
Расстояние до:
- районного центра (Дюртюли): 2 км,
- центра сельсовета (Иванаево): 4 км,
- ближайшей ж/д станции (Янаул): 127 км.

## Население
| 2002 | 2009 | 2010 |
| ---- | ---- | ---- |
| 88   | ↗104 | ↘76  |

Согласно переписи 2002 года, преобладающие национальности — татары (52 %), башкиры (48 %).